# Psalis
Psalis is een geslacht van vlinders van de familie spinneruilen (Erebidae), uit de onderfamilie Lymantriinae.

## Soorten
- P. africana Kiriakoff, 1956
- P. kanshireiensis Wileman & South, 1917
- P. pennatula Fabricius, 1793
- P. pennulata (Fabricius, 1793)
- P. punctuligera Mabille, 1880
- P. securis Hübner, 1823